# Botusfleming
Botusfleming är en by och en civil parish i Cornwall i England. Orten har 771 invånare (2011).